# Saint-Sébastien-de-Raids
Saint-Sébastien-de-Raids är en kommun i departementet Manche i regionen Normandie i norra Frankrike. Kommunen ligger i kantonen Périers som tillhör arrondissementet Coutances. År 2022 hade Saint-Sébastien-de-Raids 325 invånare.

## Befolkningsutveckling
Antalet invånare i kommunen Saint-Sébastien-de-Raids
| Referens: INSEE |